# Spens
Spens, tidigare Le Dispensier och de Spens, är namn på en skotsk klan och baronlig adelsätt från Skottland, av adligt normandiskt ursprung, vilken inkom till Skottland under 1000-talets mitt, och varifrån den spreds till flera länder, däribland till Sverige med två befryndade svenska adelsätter: en friherrlig (utdöd 1719 när sista medlemmen upphöjdes till greve) och en fortlevande grevlig gren. Ätten fortlever också i Skottland och England, samt i Frankrike och Österrike, i det senare med namnet Spens von Boden.

## Historia
Ätten Spens, vars namn anses betyda väktare på fornfranska, är av uråldrig feodaladel i Skottland och härstammar, enligt vad flera engelska släktforskare har uppgivit, från en yngre son till de forna grevarna av Fife (Earls of Fife). Ätten har också fört i sin vapensköld den ryktbara ätten MacDuffs, grevar af Fifes vapen, ett upprättstående rött lejon i fält av guld (till vänster), varför ätten anses vara besläktad med klanen Macduff, eller rentav är en sidolinje till denna ätt. Namnet Spens, som förekommer redan på 1200-talet, bars under medeltiden av flera självständiga skotska baroner. Denna ätten Spens härstammar från en av de äldsta baronerna. 
Jean Le Dispensier eller John Dispensator (på svenska väktare), är nämnd i en lista av vasaller till Walter fitz Alan Stewart (död 1204), 2:e High Steward of Scotland under perioden 1161–1171. Han var gift med Lisbeth MacDuff, dotter till Duncan III of MacDuff,Earl of Fife, Moramer of Fife. Hans son, Roger 'Dispensator' bevittnade ett fördrag med Bricius de Douglas, biskop av Moray. 
Dennes son Thomas 'Dispensator' 1232 bevittnade ett fördrag med  Andreas de Moravia, senare biskop av Moray. Henry de Spens, feodal baron, svor 1296 trohetsed till Edward I av England, och han är nämnd 1296 i Ragman Rolls. Han avled omkring 1300, varvid hans son Thomas efterträdde honom. Thomas är nämnd i två fördrag med King Robert the Bruce. 
Den äldste med namnet Spens kände stamfadern är Henry de Spens, känd från 1200-talets senare del. Samtidigt med Henry levde en Nicol de Spens, som likaledes måste svära kung Edward I av England trohetsed 1296, men sambandet mellan dessa två är icke utrett. Henry de Spens dog strax efter år 1300 och efterträddes av sin son Thomas de Spens vilken bevittnade flera fördrag med Trinity college of Edinburgh mellan 1296 och 1324, och som omtalas i ett donationsbrev till klostret i Soltray 1320 och i ett annat brev till samma kloster 1332. Thomas' son och arvinge var William de Spens, nämnd i en handling av 1385-05-16. Denne efterträddes vid sin död av sonen William de Spens, död 1432, innehavare av baronierna Lathallan i Fiteshire och Glen-Douglas i Dumbartonshire samt av länderierna Athaland, Kittedie och Craig-Sanquhar m. fl. Från honom härstamma med visshet samtliga grenar av ätten.
En av hans söner, William de Spens, var laird of Gylgyrstoun, Glespany (Laird är den skotska titeln för en ägare av ett skotskt gods, men är inte en egentlig adelstitel) och han fick 1358 Dumbarnie och Bondiingtoune av William Douglas, 1:e Earl of Douglas. 
Hans son William de Spens gifte sig med Isabel Campbell of Glendouglas, arvtagare och dotter till Sir Duncan Campbell av Glen Douglas Strachur. Vid ett fördrag i Dunblane den 5 maj 1385 fick de land i Athaland, Ketydy och Craigswmqwar från Robert Stewart, 1:e hertig av Albany, earl of Fife and Menteith. Dessa markområden blev 1430 ett baroni, varvid ätten blev skotsk baronlig.

## Grenar
Genealogen Gustaf Elgenstierna hävdade att av de grenar av ätten, som under denna tid uppstod, var grenen Lathallan den äldsta, medan grenarna Wolmerston (Wormeston), Bodham (Boden), Kilspindy och Berryhole utgjorde yngre grenar av Lathallan, från vilkens gren Wolmerston (Wormeston) skulle härstamma, men släktföreningen Spens uppger att senare forskning har visat att Elgenstierna hade fel, och att det är grenen Wormeston som är den äldsta. 
Baroniet Lathallan, som kom i ätten Spens' ägo 1425, då godset förverkades av Murdoch, hertig av Albany och greve af Fite, hade sedan urminnes tider tillhört grevarna av Fife. 
I Skottland och England kvarlever nu endast grenarna Lathallan  och Craig-Sanquhar, den sistnämnda utgrenad från Lathallan 1780. Grenen Wolmerston kvarlever i den svenska grevliga ätten Spens, och grenen Bodham, varav medlemmar under senare hälften av 1500-talet utvandrade till Schlesien och därifrån till dåvarande Böhmen (idag del av den nyupprättade staten Tjeckoslovakien) och Österrike, där den fortlevde i båda sistnämnda länder, där den erhöll friherrlig värdighet 1781-08-22 och för namnet Spens von Boden. Medlemmar av grenen Lathallan utvandrade 1450 till Frankrike, där ätten förmodligen fortlever.
Samtliga nämnda grenar av ätten Spens förde i vapnet det upprättstående lejonet.

### Spens of Wormiston (1379-1601)
Enligt släktföreningen Spens, har senare forskning visat att grenen Wormeston är den äldsta grenen av ätten.  Den med visshet äldste kände stamfadern är William Spens (död 1571) till Wormeston i grevskapet Fife. Hans son, hovrådet, legaten och ambassadören Jacob Spens (1571–1632), kom i svensk tjänst 1606, se nedan svenska friherrliga ätten Spens.

#### Svenska friherrliga och grevliga ätten Spens (1626-nu)
Ätten introducerades 1635 som friherrlig ätt nummer 9 på Riddarhuset, vilken upphöjdes med den siste manlige medlemmen till greve 1712, varvid den friherrliga ätten utgick. Nuvarande huvudman är Carl-Gustaf Spens (född 1962), Tibro. Se nedan Svenska friherrliga och grevliga ätten Spens.

### Spens of Lathallan (1392-nu)
Lathallan ansågs förr vara den äldsta utgreningen av ätten, vilken sedan har utgrenats i flera undergrenar. Medlemmar av grenen Lathallan utvandrade 1450 till Frankrike, där ätten förmodligen fortlever. Nuvarande huvudman för den skotska klanen Spens är 4:e baron Lord Spens, Patrick Nathaniel George Spens, med titeln  Chief of the Name and Arms of Spens in the United Kingdom. Näst i tur att ärva titeln är hans son, Peter Lathallan Spens, född år 2000.

#### Spens i Frankrike (1475-nu)
Medlemmar av grenen Lathallan utvandrade 1450 till Frankrike, där ätten förmodligen fortlever.

#### von Spens und Boden i Schlesien (1671-1925)
Via medlemmar som flyttade till ett slott i byn Tescin i dåvarande Schlesien i nuvarande Tjeckien nära gränsen till Polen, grundade Albrecht Albert von Spens und Boden och hans hustru Catherine von Wipplar und Uschitz en ny gren med namnet von Spens und Boden, senare i Österrike med namnet Spens von Boden. Deras son Johann Daniel von Spens und Boden var kejserlig kapten och från 1711 herre till Stanislawovic. Han fick i tre giften med 1) Helena Constancie von Bees und Chrostin, 2) Helena Margareta Pelka von Neustadt och 3) Susanna Logau von Altendorf, nio barn. Familjen naturaliserades som Österrike-Ungersk adel med landegendomar 1671, som belöning av Österrikes kejsare. Denna gren skall ha utdött under andra världskriget, men innan dess hade en del ättlingar flyttade till Österrike, och grundade där en ny gren.

##### Spens von Boden
Efter att en del ättlingar till grenen von Spens und Boden i Schlesien flyttade till Meidling nära Wien i Österrike, grundade de en ny gren med namnet Spens von Boden, vilken fortlever i Österrike, med såväl adlig som friherrlig värdighet.

## Ett urval av vapen för olika grenar

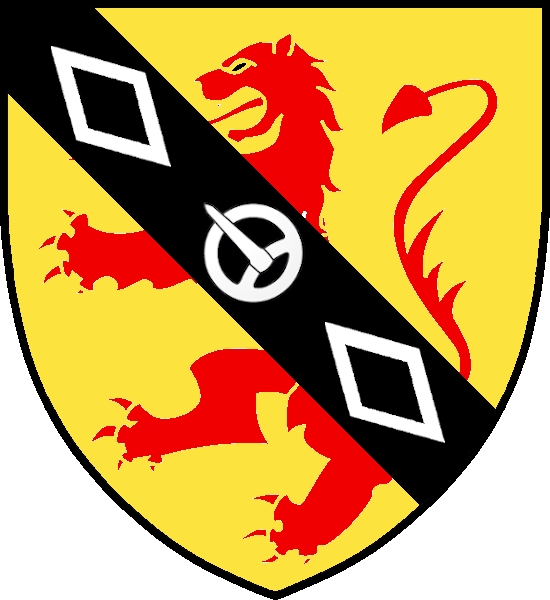
Vapen för skotska ätten Spens of Wormiston, vilken utgrenade sig till den svenska friherrliga ätten Spens
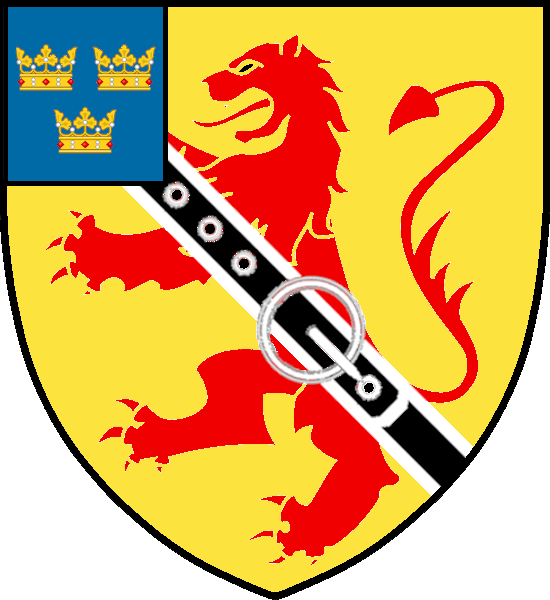
Svenska friherrliga ätten Spens
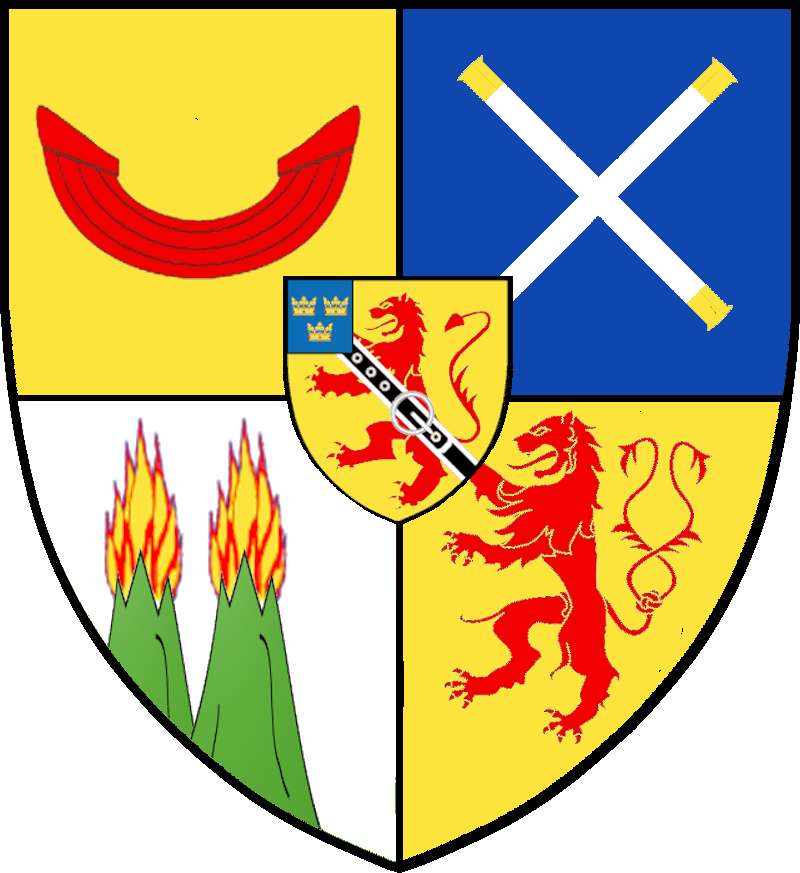
Svenska grevliga ätten Spens
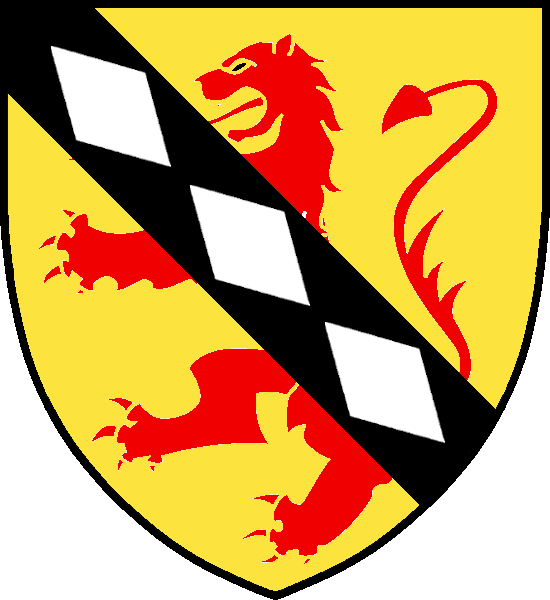
Vapen som förts av Lathallan-grenarna Spens of Hardens, Spens Mains and Chirnside, Kilspindie and Condie
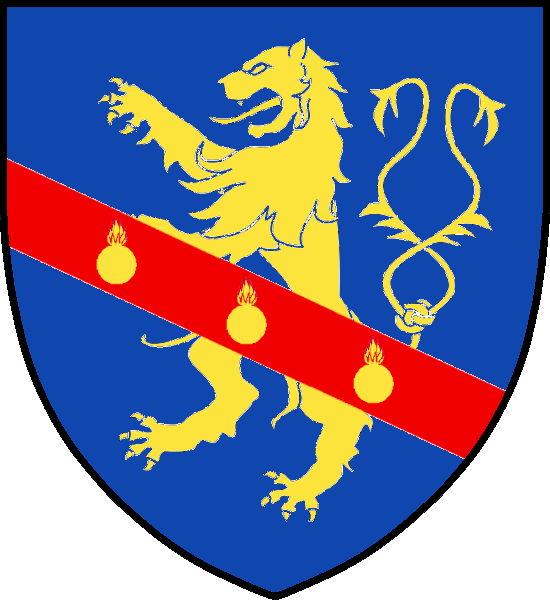
Vapen för adliga österrikiska ätten Spens von Boden
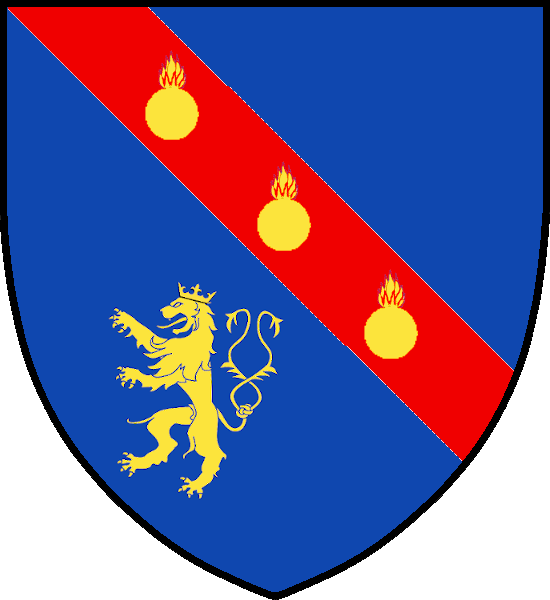
Vapen för friherrliga österrikiska ätten Spens von Boden

## Svenska friherrliga ätten Spens
Ätten inkom med grenen Wolmerston till Sverige 1606 med militären, hovrådet och ambassadören Sir James Spens, i Sverige känd som Jacob Spens (död 1632), vilken gick i tjänst hos Gustav II Adolf och bland annat blev svensk ambassadör i England. Hans hustru var Margareta Forath, också bördig från Skottland. Jacob Spens upphöjdes den 28 april 1628 till svensk friherre i Stockholm av kung Gustav II Adolf med vapenförbättring (kantonen med de tre kronorna), och erhöll Orreholm som förläning.
Vapen: I fält av guld ett dubbelsvansat rött lejon, överlagt med en svart balk, belagd med ett spänne av silver, mellan två genombrutna spetsrutor av silver, och åtföljd av en blå kanton, belagd med tre kronor av guld, två över en ställda.
Ätten introducerades 1635 på Riddarhuset genom Jacobs söner Axel (död 1656) och Jacob (1627–1663) och erhöll först nummer 10, senare nummer 9 bland friherrar. Jacob Spens d.y. till Orreholmen och Ala var överste för Upplands infanteri, men ogift. Dennes bror Axel Spens, nämnd ovan, var gift med Sophia Reuter af Skälboö. De hade tre döttrar och en son. Döttrarna gifte sig Rålamb, Kruse af Elghammar och Kruuse af Verchou. Deras ende son, generallöjtnanten och presidenten i Bergskollegium Jacob Spens, blev 1719 upphöjd till greve, varvid den friherrliga ätten utgick.

### Släkttavla
1. William (David) Spens, till Wormeston. Deltog i striderna i Skottland i medlet av 1500-talet. Tillhörde det parti, som tog regenten Matthew Stewart, 4:e earl av Lennox tillfånga vid Stirling Castle 1571, men blev dödad när han försökte skydda dennes liv. Till följd härav blev hans egendom förverkad. Gift med Margaret Learmouth, omgift med sir James Anstruther.[5]
  1. Jakob Spens, friherre Spens, till Orreholmen i Skörstorps socken, Skaraborgs län. Född 1571. Provost i Craill i Fifeshire 1594. Uppgjorde jämte styvfadern och andra en plan att besätta och civilisera ön Lewis 1598, men försöket misslyckades och han kvarlämnades som gisslan 1599. Företog redan 1606 värvning av krigsfolk för svensk räkning i England. Svensk överste 1608. Kom 1610 som engelsk legat till Sverige. General över alla brittiska trupper i Sverige samma år och fick i uppdrag att värva ytterligare 3,000 man. Svensk legat[särskiljning behövs] till England 1611-01-24. Återkom som sändebud 1612 och diplomatisk korrespondent i England samma år Medlade i den dubbla egenskapen av svensk-engelsk förtroendeman jämte sir Robert Anstruther 1612–1613 freden i Knäred. Svensk residerande kommissarie i England 1613. Engelsk legat till Sverige samma år, 1619, 1620 och 1624. Engelsk legat till Nederländerna 1624. Svenskt hovråd och legat i England 1626. Engelsk legat till Danzig och Brandenburg 1627. Överlämnade i Dirschau till konung Gustaf II Adolf strumpebandsordens insignier samma år 23/9. Friherre 1628-04-28 med Orreholmen till friherreskap (sönerna introducerade 1635 och 1638 under nummer 9). Ordinarie residerande ambassadör vid engelska hovet 1629. Död 1632 i slutet av året i Stockholm och ligger begraven i Riddarholmskyrkan, där hans änka 1634 köpte grav. 'Han skattades högt av såväl konung Gustaf II Adolf som rikskansleren greve Axel Oxenstierna, vilka vanligen kallade honom vid viktiga rådplägningar.' Gift 1) (1595?) med Agnes Durie. Gift 2:o 1624 med Margareta Foratt i hennes 1:a gifte (gift 2) omkring 1637 med översten Hugo Hamilton, 1:e baron Glenawly och i Sverige naturaliserad Hamilton och friherre Hamilton af Deserf, i hans 1:a gifte, död 1679), begraven 1653-11-01 i Riddarholmskyrkan.
    1. Jakob (James). Bemyndigades av skotska riksrådet att utrusta en styrka om 1,200 man till konungens av Sverige tjänst 1623-03-24. Stannade troligen i England eller Skottland. Dog 1631.
    2. David.
    3. Vilhelm, friherre till Orreholmen. Född 160(4?). Major eller överstelöjtnant. Bevistade riksdagarna 1638 och 1640. Död1 1647-05-02 och troligen begraven i Skörstorps kyrka.
    4. Cecilia, levde änka 1639. Gift med generalmajoren av infanteriet, översten för Kalmar regemente David Drummond, född 1593, död 1638-03-12.
    5. Isabella, levde ännu 1646-12-004. Gift med generalmajoren Jakob Ramsay, född omkr. 1589, död 1638-07-29.
    6. En dotter. Gift med en skotsk officer i svensk tjänst William (?) Monpenne.
    7. Axel, friherre Spens till Orreholmen. Född 162(6). Student vid Uppsala universitet 1639-08-29. Ryttmästare vid Hammarskjölds värvade dragonregemente 1654. Major därst. 1656-07-16. Blev fången i Polen och död samma år under fångenskapen samt begraven i Skörstorps kyrka Skaraborgs län. Gift med Sofia Rytter, som levde 1668, dotter av landshövdingen Johan Henriksson, adlad Rytter (Reuter af Skälboö) och Catharina Hand. Catharina Hand var dotterdotter till kung Erik XIV, varför Axel Spens ättlingar också är ättlingar till Vasaätten.
      1. Catharina Margareta, född 1653-11-10, död 1681-06-09 i Stockholm och begraven i Linköpings domkyrka. Gift 1671 med assessorn Gideon Rålamb, i hans 1:a gifte, död 1692.
      2. Sofia, född 1654, död 1715. Gift 1681-07-10 på Slefringe i Åtvids socken, Östergötlands län med ryttmästaren Johan Kruse af Elghammar, död 1714.
      3. Virginia, född 1655, död 1722-12-14 Bredsjö och begraven s. å. 29/12 i Järlåsa kyrka. Gift 1681-01-01 på Slefringe med översten friherre Henning Adolf Kruuse af Verchou, född 1654, död 1712.
      4. Jakob, greve Spens, född 1656. Kungligt råd och president. Död 1721. Se grevliga ätten Spens nr 54 nedan.

    8. Jakob, friherre till Orreholmen. Född 1627-05-08 i Stockholm. Student vid Uppsala universitet 1639-08-29. Kaptenlöjtnant vid artilleriet. Kapten vid livgardet 1655-05-00. Överstelöjtnant vid Stenbocks fotregemente 1656. Överste för Upplands regemente 1665-01-30. Död ogift samma år 4/2 och begraven 1668-07-23 i Riddarholmskyrkan.

## Svenska grevliga ätten Spens
Jacob Spens till Grensholm, Orreholm, Öja, Skedvi och Engelholm (1656–1721) upphöjdes den 20 februari 1712 till greve och introducerades 1719 som sådan under nummer 54 bland grevar. Därmed utgick den äldre friherrliga ätten Spens på svärdssidan (på spinnsidan utgick den troligen med Jacobs syster Sophia, död 1715). Jacob Spens blev år 1693 överste och chef för Livregementet till häst efter Fromhold Fägerskiöld. På överstebostället Arnö lät han år 1695 riva en utbyggnad från Philip von Scheidings tid. Han sårades flera gånger i Karl XII:s krig (övergången vid Düna och slaget vid Kliszów) och bad om entledigande år 1704, vilket beviljades.
Vapen:
Fält 1 av guld, vari en röd båt med tre påfågelsfjädrar i fram- och bakstammen.
Fält 2 blått, vari två korslagda kommandostavar av silver med ändarna av guld.
Fält 3 av silver, vari två eldsprutande gröna berg.
Fält 4 av guld, vari ett rött lejon.
På huvudskölden tre hjälmar med grevliga kronor samt röda och blå hjälmtäcken fodrade med guld och silver.
Hjärtsköld:
I fält av guld ett dubbelsvansat rött lejon, överlagt med en svart balk, belagd med ett spänne av silver, mellan två genombrutna spetsrutor av silver, och åtföljd av en blå kanton, belagd med tre kronor av guld, två över en ställda.
Jacob Spens var gift med friherrinnan Beata Bonde vars mor var en Natt och Dag. Deras äldste son Axel Spens, var överste och chef för Livregementet till häst från 1737 till 1742, fångades vid slaget vid Poltava och förblev därefter ogift. Tre barn avled unga, och två döttrar gifte sig, Wrangel och Ulfsparre af Broxvik. Ätten fortlevde på svärdssidan med endast en son, hovmarskalken Carl Gustaf Spens till Höja, Engelholm, Ökna och Skiringe (1682–1751) med två söner ur dennes första äktenskap, med grevinnan Beata Oxenstierna af Croneborg vars mor var en Sparre.
Genom deras söner uppdelades ätten på två grenar av vilka i dagsläget (2012) fortlever: huvudmannagrenen och yngre grenen även kallad Engelholmsgrenen. Huvudmannagrenen härstammar från äldste sonen kammarherre Jacob Spens till Höja, som var gift med en grevinnan Lilljenstedt vars mor var en Törnflycht och vars far var Johan Paulinus Lillienstedt. Yngre grenen härstammar från hans bror landshövding Fredrik Gustaf Spens till Engelholm och Ökna och dennes hustru friherrinnan Ulrica Eleonora Falkenberg af Trystorp vars mor var grevinnan Douglas.

### Släkttavla i urval
1. Carl Gustaf Spens, lagman och greve, gift med grevinnan Ulrika Eleonora Falkenberg. 
  1. Carl Gustaf Spens (1792-1844), född 3 oktober 1792 på Salnecke gård i Uppland, död 24 februari 1844 i Stockholm, var en svensk greve, fortifikationsofficer och riksdagsman. 
    1. Harald Spens (1827-1914), greve och generalmajor. Harald Spens var född 3 augusti 1827 på Grensholmen i Vånga socken, Östergötland, död 26 juli 1914 i Stockholm, var en svensk greve, militär och ämbetsman. Efter representationsreformen invaldes Spens i första kammaren av Östergötlands läns valkrets 1876–1879 och 1900–1907 samt av Kronobergs läns valkrets 1891–1899. Under denna tid var han 1879 och 1892–1898 ledamot av bankoutskottet (vice ordförande 1894–1896, ordförande 1897–1898) samt 1892 ledamot av försvarsutskottet vid urtima riksdagen. Han tillhörde de mest konservativa bland den protektionistiska majoriteten. Spens innehade fideikommisset Höja.
      1. Jacob Spens (1861-1943), greve och landshövding i Jönköpings län. Jacob Spens var föst landssekreterare i Jönköping 1901 samt var 1923–24 tillgörordnad landshövding i samma län. Spens var från 1909  ledamot av första kammaren (för Jönköpings län). Han tillhörde högerpartiet och var ledamot av lagutskottet 1916–18 samt därefter av första lagutskottet 1920–21 och av andra lagutskottet från 1922. Han var 1917 ledamot av särskilt utskott om fögderiförvaltningens omorganisation.

### Huvudmän
Nuvarande huvudman är Carl-Gustaf Spens (född 1962), Tibro.

## Personer med efternamnet Spens
- Axel Spens (1681–1745), militär
- Carl Gustaf Spens , flera personer
  - Carl Gustaf Spens (militär) (1792–1844)
  - Carl Gustaf Spens (ämbetsman) (1743–1816)
  - Carl Spens (1854–1936), överste
- Carl-Vilhelm Spens (1872–1969), borgmästare
- Edvard Spens (1886–1951), kommendör
- Erik Vilhelm Spens (1908–1995), hovrättsråd
- Erland Fredrik Spens (1911–1991), kammarrättsråd
- Fredrik Spens (1721–1795), landshövding
- Gabriel Spens (1712–1781), fältmarskalk, en av rikets herrar
- Harald Spens (1827–1914), militär och ämbetsman
- Jakob Spens, flera personer
  - Jacob Spens (1861–1943), ämbetsman
  - Jakob Spens (general) (1656–1721), general och ämbetsman
  - James Spens, även känd som Jacob Spens (död 1632), general och ambassadör
- Karen Spens, finländsk geograf, rektor för Svenska Handelshögskolan, Helsingfors